# 지중해성 기후

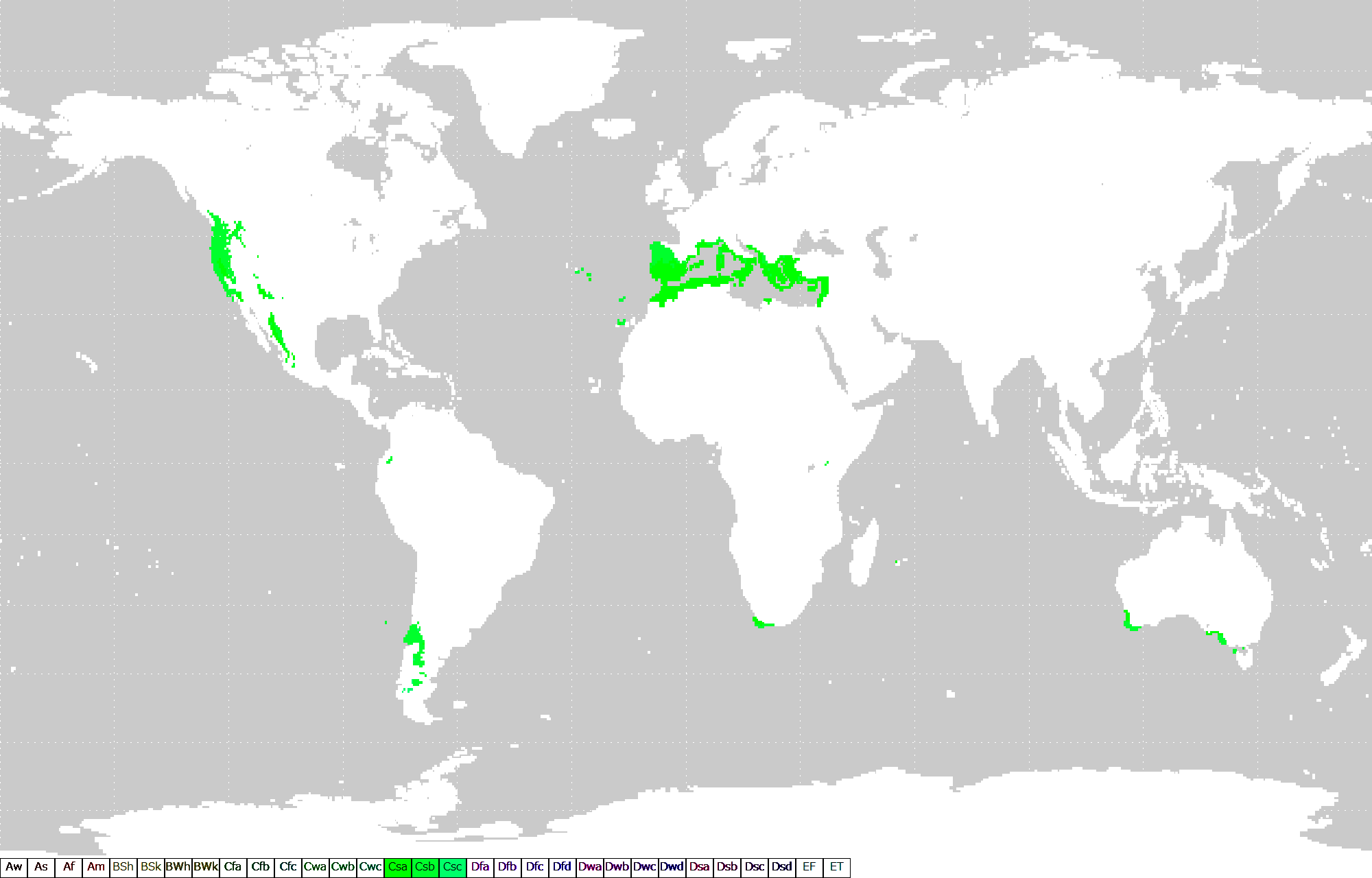
지중해성 기후 분포 모습.

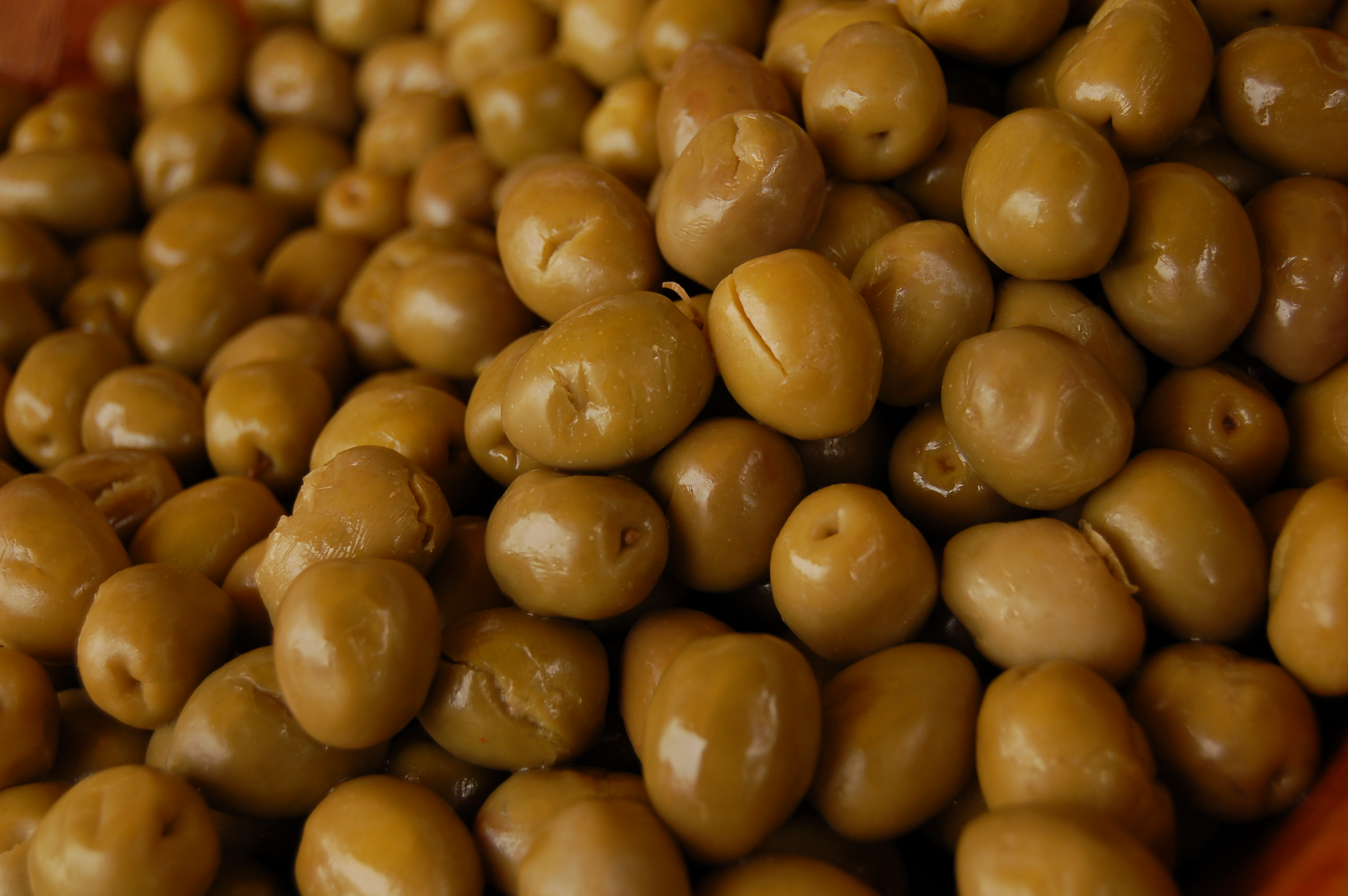
지중해성 기후에서는 수목 농업이 활발하게 이루어진다. 올리브는 수목 농업의 대표적인 작물이다.

지중해성 기후 또는 지중해 기후는 쾨펜의 기후 구분에서 온대 기후에 속하며, 기호는 Cs이다. 여름은 아열대 고압대의 영향으로 기온이 높고 건조한 건기가 지속되고, 겨울에는 고위도 저압대의 영향으로 다소 따뜻한 우기가 된다는 것이 특징이다. 남북위 30˚~40˚ 사이 중위도 대륙 서안에 나타나는 것이 특징이다. 연 강우량 측면에서는 대체로 온대 기후 중에서 가장 비가 적게 내린다.
겨울은 편서풍에 의해 온대 저기압과 전선 영향으로 인해 비가 자주 내리고 비교적 온난한 기후를 띤다. 이에 반해 여름엔 아열대 고기압의 영향으로 매우 건조하고 더운 날씨가 지속된다.
이러한 기후 때문에 관광객이 많이 찾는 지역도 있는데, 특히 유럽의 경우, 여름철에는 로마와 그리스의 유적과 유물과 온화한 기후 때문에 많이 찾고, 이탈리아 부근의 리비에라 해안 지역은 피한지로 널리 알려져 있다. 이색적이고 아름다운 풍경 또한 관광객들이 많이 몰리는 까닭이다. 이러한 이유로, 지중해성 기후 지역에서는 관광 수입이 큰 보탬이 되기도 한다.

## 수목
지중해성 기후에서는 경엽수림이 잘 나타나는데, 여기서 경엽수란 올리브 나무처럼, 잎은 작지만 단단하고 두꺼우며 키가 작은 나무를 말한다.

## 지역
이런 지중해성 기후가 나타나는 곳으로는 유럽 남부 지중해 연안과 남아프리카(남아프리카공화국의 케이프타운), 미국 캘리포니아주, 멕시코, 남아메리카 칠레 중부 지역, 호주 남서부 일부 지역(퍼스), 알제리 북부, 튀니지 북부, 모로코 동부 등이 있다.

## 농업
지중해성 기후는 여름철과 겨울철의 강우량 차이가 매우 심하기 때문에 여름에는 건조한 곳에서도 잘 자랄 수 있는 수목 위주의 수목 농업이 활발하게 이루어진다. 수목 농업은 지중해 연안에서 주로 이루어지기 때문에 지중해식 농업이라고도 한다. 코르크나 오렌지, 포도, 떡갈나무, 올리브, 감귤 등을 재배한다. 프랑스의 와인이나 이탈리아의 올리브가 그 대표적인 예이다. 겨울에는 비가 오기 때문에 자급적으로 밀이나 보리 등을 재배한다. 하지만 높은 산간 지방에서는 기온이 비교적 낮고 겨울철에 비가 오기 때문에 목초를 하기도 한다.

## 같이 보기
- 쾨펜의 기후 구분
- 온대기후
- 고지 지중해성 기후